# 사쿠마 사마타
사쿠마 사마타(일본어: 佐久間左馬太, 1844년 11월 19일(덴포 15년 10월 10일) ~ 1915년(다이쇼 4년) 8월 5일)는 일본 제국의 육군 군인이며 화족이다. 대만 총독, 도쿄 위수 총독, 근위사단장 등을 역임하였고, 계급은 육군대장 정2위 훈1등 백작이다.

## 생애
조슈번의 번사 사쿠마 다케노조(佐久間竹之允)의 아들로 나가토국(현재 야마구치현)에서 태어나 오무라 마스지로(大村益次郎)에게서 서양 병학을 배웠다. 1866년(게이오 2년) 제2차 조슈 정벌 당시에 조슈군의 대대장으로 종군하였다. 보신 전쟁을 거쳐 육군 군인이 되었으며, 1872년(메이지 5년)에 육군대위이자 사이카이 진대(西海鎮台) 소속으로 임명되었다.
1874년(메이지 7년) 2월에 사가의 난이 평정된 이후에 구마모토 진대(熊本鎮台) 참모장으로 취임하여 타이완 출병에 종군하였다. 1877년(메이지 10년) 세이난 전쟁에서 보병 제6연대장으로 참전하였다. 1881년(메이지 14년) 2월에 육군소장으로 진급하여 센다이 진대(仙台鎮台) 사령관으로 임명되었다. 1885년(메이지 18년) 5월에 보병 제10여단장에 임명되었고, 1886년(메이지 19년)에 육군중장으로 진급하였으며, 다음 해에는 남작에 서훈받았다.
1894년(메이지 27년) 청일 전쟁에서 제2사단장으로 종군하여 웨이하이 전투에 참전하였다. 전쟁 이후 1895년(메이지 28년) 5월에 점령지 총독으로 취임하였고, 같은 해 훈1등 욱일대수장을 수여받았으며 자작으로 승작하였다. 근위사단장, 중부 도독을 거쳐 1898년(메이지 31년)에 육군대장으로 진급하였다. 일시 휴직하였지만 1904년(메이지 37년)에 도쿄 위수 총독, 1906년(메이지 39년) 4월에는 대만 총독으로 임명되었으며 훈1등 욱일동화대수장을 수여받았다. 1907년(메이지 40년)에 백작으로 승작하였다. 1915년(다이쇼 4년) 5월에 퇴역하여 같은 해 8월 5일에 사망하였다.

## 같이 보기
- 대만일치시기